# Liste der Biografien/Shm
Liste der Biografien |
Portal Biografien |
Personensuche
# |
A |
B |
C |
D |
E |
F |
G |
H |
I |
J |
K |
L |
M |
N |
O |
P |
Q |
R |
S |
T |
U |
V |
W |
X |
Y |
Z |
?
 
Sa |
Sb |
Sc |
Sd |
Se |
Sf |
Sg |
Sh |
Si |
Sj |
Sk |
Sl |
Sm |
Sn |
So |
Sp |
Sq |
Sr |
Ss |
St |
Su |
Sv |
Sw |
Sy |
Sz
 
Sha |
Shc |
She |
Shh |
Shi |
Shk |
Shl |
Shm |
Shn |
Sho |
Shp |
Shr |
Sht |
Shu |
Shv |
Shw |
Shy
Die Liste der Biografien führt alle Personen auf, die in der deutschsprachigen Wikipedia einen Artikel haben. Dieses ist eine Teilliste mit 11 Einträgen von Personen, deren Namen mit den Buchstaben „Shm“ beginnt.

## Shm

### Shma
- Shmailov, Baruch (* 1994), israelischer Judoka

### Shme
- Shmerling, Tamir, israelischer Jazzmusiker (Kontrabass)

### Shmi
- Shmidt, Artem (* 2004), US-amerikanischer Radrennfahrer
- Shmirina, Evgenija (* 1989), deutsch-ukrainische Schachspielerin

### Shmo
- Shmoys, David (* 1959), US-amerikanischer Mathematiker

### Shmu
- Shmueli, Ilana (1924–2011), israelische Schriftstellerin
- Shmueli, Zehava (* 1955), israelische Leichtathletin
- Shmuger, Marc (* 1958), US-amerikanischer Manager und Filmproduzent
- Shmulevich, Avraam (* 1965), israelischer politischer Aktivist und Zionist
- Shmuli, Itzik (* 1980), israelischer Politiker

### Shmy
- Shmyr, Paul (1946–2004), kanadischer Eishockeyspieler